# Навруз в Узбекистане
Навруз (узб. Navroʻz/Наврўз) широко отмечается в Узбекистане. Это день весеннего равноденствия, знаменующий начало весны в Северном полушарии. На территории, соответствующей современному Узбекистану, его отмечают не менее двух тысяч лет. Навруз широко праздновался на обширной территории Центральной Азии, и обрядовая практика приобрела свои особенности. Праздник был узаконен молитвами в мечетях, посещением мазаров мусульманских святых и священных ручьёв. В Бухарском эмирате широкое официальное празднование Навруза было начато Амиром Музаффаром, стремившимся укрепить имидж династии мангытов в период кризиса политической легитимности.
Когда Узбекистан был частью Советского Союза, празднование Навруза, как правило, было неофициальным, а иногда даже запрещалось. В настоящее время Навруз является официальным государственным праздником в Узбекистане и всегда отмечается 21 марта. Тем не менее, праздничные торжества растягиваются на несколько дней.

## Обычаи Навруза
Готовясь к празднику, люди приводят в порядок свои дома и махалли (кварталы), покупают новую одежду. До, во время и после Навруза принято готовить сумаляк — главное обрядовое блюдо праздника. Сумаляк — это сладкая масса, полностью приготовленная из пророщенной пшеницы, которую готовят в большом казане. Для приготовления сумаляка вокруг казана собираются друзья, родственники и соседки, обычно женщины, и все по очереди перемешивают смесь. Готовый сумаляк раздают соседям, родственникам и друзьям. В Навруз также навещают родственников и друзей, дарят подарки детям.
Навруз часто называют самым популярным праздником в Узбекистане. 21 марта по всей стране, в частности, в Ташкенте, проходят тщательно продуманные праздничные концерты. Книжные ярмарки, концерты, игры, специальные теле- и радиопрограммы длятся весь март. Отмечено, что после обретения Узбекистаном независимости в 1991 году государственные чиновники продвигали Навруз как главный национальный праздник и жёстко контролировали содержание и форму празднования.